# C12H11N3O4
化学式C12H11N3O4（摩尔质量：261.23 g/mol）可以指：
- NS102，CAS号：136623-01-3
- 对氨基苯甲酰谷氨酸，CAS号：4271-30-1

|  | 这个同类索引页列出了具有相同分子式的化学物（即同分異構體）条目。 除非您是有意链接至本页，否则应将相应条目的内部链接指向正确的条目。 |